# Rebecca Doejaaren
Rebecca Doejaaren (29 januari 1999) is een Nederlands voormalig voetbalster die uitkwam voor PEC Zwolle.

## Carrière
Op 14 februari 2015 maakte ze haar debuut in het eerste elftal in de bekerwedstrijd tegen Oranje Nassau Groningen. Ze scoorde hierin de 4–1 in de 73e minuut. Zes dagen later op 20 februari speelde ze ook haar eerste competitieduel tegen RSC Anderlecht. Hier scoorde ze de 3–2 in de 90e minuut. In april 2020 gaf ze aan te stoppen met voetbal en zich te concentreren op haar maatschappelijke carrière.

### Carrièrestatistieken
| Seizoen         | Club            | Land            | Competitie          | Competitie | Competitie | Beker | Beker | Internationaal | Internationaal | Overig | Overig | Totaal | Totaal |
| Seizoen         | Club            | Land            | Competitie          | Wed.       | Dlp.       | Wed.  | Dlp.  | Wed.           | Dlp.           | Wed.   | Dlp.   | Wed.   | Dlp.   |
| --------------- | --------------- | --------------- | ------------------- | ---------- | ---------- | ----- | ----- | -------------- | -------------- | ------ | ------ | ------ | ------ |
| 2014/15         | PEC Zwolle      | Nederland       | Women's BeNe League | 10         | 2          | 2     | 1     | –              | –              | –      | –      | 12     | 3      |
| 2015/16         | PEC Zwolle      | Nederland       | Eredivisie          | 17         | 5          | 0     | 0     | –              | –              | –      | –      | 17     | 5      |
| 2016/17         | PEC Zwolle      | Nederland       | Eredivisie          | 24         | 8          | 2     | 1     | –              | –              | –      | –      | 26     | 9      |
| 2017/18         | PEC Zwolle      | Nederland       | Eredivisie          | 20         | 2          | 1     | 0     | –              | –              | –      | –      | 21     | 2      |
| 2018/19         | PEC Zwolle      | Nederland       | Eredivisie          | 20         | 9          | 3     | 0     | –              | –              | –      | –      | 23     | 9      |
| 2019/20         | PEC Zwolle      | Nederland       | Eredivisie          | 12         | 2          | 1     | 3     | –              | –              | 5      | 6      | 18     | 11     |
| Carrière totaal | Carrière totaal | Carrière totaal | Carrière totaal     | 103        | 28         | 8     | 5     | 0              | 0              | 5      | 6      | 116    | 39     |

## Interlandcarrière

### Nederland onder 19
Op 13 september 2016 debuteerde Doejaaren voor het Nederland –19 in een vriendschappelijke wedstrijd tegen Italië –19 (0 – 0).
| Interlands van Rebecca Doejaaren | Interlands van Rebecca Doejaaren | Interlands van Rebecca Doejaaren | Interlands van Rebecca Doejaaren | Interlands van Rebecca Doejaaren | Interlands van Rebecca Doejaaren |
| №                                | Datum                            | Wedstrijd                        | Uitslag                          | Soort Wedstrijd                  | Doelpunten                       |
| Als speelster bij PEC Zwolle     | Als speelster bij PEC Zwolle     | Als speelster bij PEC Zwolle     | Als speelster bij PEC Zwolle     | Als speelster bij PEC Zwolle     | Als speelster bij PEC Zwolle     |
| -------------------------------- | -------------------------------- | -------------------------------- | -------------------------------- | -------------------------------- | -------------------------------- |
| 1.                               | 13 september 2016                | Nederland – Italië               | 0 – 0                            | Vriendschappelijk                | 0                                |
| 2.                               | 19 oktober 2016                  | Nederland – Bulgarije            | 6 – 0                            | Kwalificatie EK –19 2017         | 0                                |
| 3.                               | 24 oktober 2016                  | Turkije – Nederland              | 0 – 1                            | Kwalificatie EK –19 2017         | 0                                |
| 4.                               | 6 april 2017                     | Slovenië – Nederland             | 0 – 5                            | Kwalificatie EK –19 2017         | 1                                |
| 5.                               | 8 april 2017                     | Nederland – Portugal             | 5 – 0                            | Kwalificatie EK –19 2017         | 0                                |
| 6.                               | 11 april 2017                    | Nederland – Frankrijk            | 0 – 0                            | Kwalificatie EK –19 2017         | 0                                |
| 7.                               | 19 januari 2018                  | Nederland – China                | 0 – 1                            | Vriendschappelijk                | 0                                |
| 8.                               | 21 januari 2018                  | Nederland – Engeland             | 1 – 0                            | Vriendschappelijk                | 0                                |
| 9.                               | 2 maart 2018                     | Nederland – Denemarken           | 4 – 0                            | Vriendschappelijk                | 0                                |
| 10.                              | 18 juli 2018                     | Nederland – Italië               | 3 – 1                            | EK –19 2018                      | 0                                |
| 11.                              | 21 juli 2018                     | Nederland – Duitsland            | 1 – 0                            | EK –19 2018                      | 1                                |
| 12.                              | 24 juli 2018                     | Denemarken – Nederland           | 3 – 1                            | EK –19 2018                      | 0                                |

### Nederland onder 17
Op 23 februari 2016 debuteerde Doejaaren voor het Nederland –17 in een vriendschappelijke wedstrijd tegen Denemarken –17 (2 – 2).
| Interlands van Rebecca Doejaaren | Interlands van Rebecca Doejaaren | Interlands van Rebecca Doejaaren | Interlands van Rebecca Doejaaren | Interlands van Rebecca Doejaaren | Interlands van Rebecca Doejaaren |
| №                                | Datum                            | Wedstrijd                        | Uitslag                          | Soort Wedstrijd                  | Doelpunten                       |
| Als speelster bij PEC Zwolle     | Als speelster bij PEC Zwolle     | Als speelster bij PEC Zwolle     | Als speelster bij PEC Zwolle     | Als speelster bij PEC Zwolle     | Als speelster bij PEC Zwolle     |
| -------------------------------- | -------------------------------- | -------------------------------- | -------------------------------- | -------------------------------- | -------------------------------- |
| 1.                               | 23 februari 2016                 | Nederland – Denemarken           | 2 – 2                            | Vriendschappelijk                | 1                                |
| 2.                               | 25 februari 2016                 | Nederland – Denemarken           | 5 – 1                            | Vriendschappelijk                | 0                                |
| 3.                               | 15 maart 2016                    | Finland – Nederland              | 0 – 2                            | Kwalificatie EK –17 2016         | 1                                |
| 4.                               | 17 maart 2016                    | Nederland – Italië               | 0 – 2                            | Kwalificatie EK –17 2016         | 0                                |
| 5.                               | 20 maart 2016                    | Griekenland – Nederland          | 0 – 2                            | Kwalificatie EK –17 2016         | 0                                |